# Filippo Nicolini
Filippo Nicolini (* in Italien; † um 1775) war ein deutscher Theaterunternehmer italienischer Herkunft. Er beherrschte während des 18. Jahrhunderts für über zwei Jahrzehnte das Theaterwesen in Braunschweig.

## Leben und Werk
Über Nicolinis erste Lebensjahre ist nichts überliefert. Nachweislich bereiste er mit seiner aus Kindern bestehenden Pantomimengruppe seit 1742 Holland, Frankreich und mehrere deutsche Städte. Im September 1745 hielt er sich in Frankfurt am Main auf, wo er vom Stadtrat anlässlich der Kaiserkrönung Franz’ I. die Erlaubnis zur Aufführung von Pantomimen erhielt. Weitere Stationen waren Wien, Prag und Leipzig, wo Gotthold Ephraim Lessing nach einer Aufführung ablehnend von abgerichteten kleinen Affen sprach. Der Komponist Ignazio Fiorillo wurde 1747 Mitglied der Truppe, für die er mehrere Intermezzi schuf. Im November 1749 eröffnete Nicolini am Hamburger Neumarkt in einer großen Bretterbude seine „Opera Pantomima di Piccoli Hollandesi“, die er bis zum 5. Juni 1749 betrieb. Anschließend hielt er sich am Dresdner Hof auf.

### Tätigkeit in Braunschweig

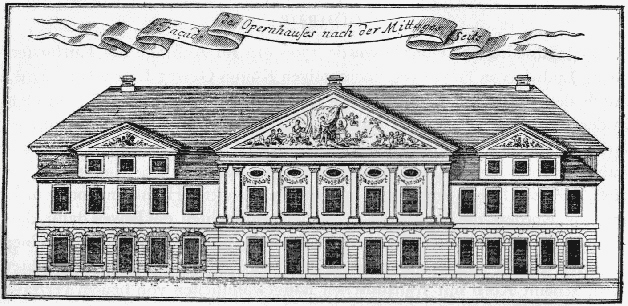
Opernhaus am Hagenmarkt von Süden gesehen, Kupferstich von A. A. Beck, 1747

Vermutlich im Herbst 1749 siedelte Nicolini von Dresden nach Braunschweig über, das zu seiner eigentlichen Wirkungsstätte wurde. Er fand die Gunst des Braunschweiger Publikums und des regierenden Herzogs Karl I., der ihm den Titel eines „Directeur des spectables“ verlieh. Hiermit erhielt Nicolini die Generalintendanz für das Theaterwesen im Herzogtum Braunschweig-Wolfenbüttel. Wandernde Schauspielertruppen mussten bei ihm eine Aufführungsgenehmigung einholen. Mit der Verlegung der herzoglichen Residenz von Wolfenbüttel nach Braunschweig im Jahre 1753 gewann das bestehende Opernhaus am Hagenmarkt an Bedeutung. Nicolini ließ es kostspielig restaurieren und die veraltete Theatermaschinerie erneuern. Er warb eine italienische Sängergesellschaft an und führte dadurch die erste glänzende Periode der Braunschweiger Oper herbei. Den hohen qualitativen Stand der Spielstätte lässt eine Reisenotiz des schottischen Schriftstellers James Boswell aus dem Jahre 1764 erkennen: Dann begab ich mich in die Oper, die sich sehen lassen kann. Das Braunschweiger Opernhaus ist viel prunkvoller als das in London. Für seine Komödien- und Pantomimenaufführungen wurde für Nicolini, an der Stelle des späteren Vieweg-Hauses, ein Theatergebäude am Burgplatz errichtet. Neben ausländischen Gesellschaften berief Nicolini auch die bekannte Ackermannsche Deutsche Wanderbühne, die in den Jahren 1763, 1764, 1769 und 1770 jeweils zur Braunschweiger Messe in Braunschweig gastierte. Ihr gehörte auch der Schauspieler Friedrich Ludwig Schröder an.

### Konkurs und Flucht aus Braunschweig, dann aus Hamburg
Nicolini wurde im Jahre 1768 Opfer der Sanierung der zerrütteten Staatsfinanzen durch den Erbprinzen Karl Wilhelm Ferdinand, der ihm die finanzielle Unterstützung entzog. Das von Nicolini privat weitergeführte Pantomimentheater geriet in Konkurs, das Opernhaus am Hagenmarkt wurde geschlossen und die Mitglieder der Hofkapelle wurden entlassen. Ende des Jahres 1771 wurde Nicolini die Erlaubnis erteilt, trotz der Vielzahl der Gläubiger die Stadt zu verlassen und sogar die Dekorationen des Pantomimentheaters mitzunehmen. Während seine Ehefrau Maria Magdalene in Braunschweig blieb, wo sie schließlich am 31. Dezember 1774 verstarb, ging Nicolini nach Hamburg. Dort schloss er mit der Witwe Ackermanns, der Schauspielerin Sophie Charlotte Schröder einen Vertrag, der ihm Aufführungen auf ihrer Bühne ermöglichte. Aufgrund des veränderten Zeitgeschmacks konnte Nicolini nicht an seine alten Erfolge anknüpfen. Er sah sich im März 1773 wiederum zur Flucht vor seinen Gläubigern gezwungen und verließ Hamburg. Seine weitere Spur verliert sich. Einem Gerücht zufolge soll er um 1775 in einem Kloster bei Goslar gestorben sein. Nicolini hatte mindestens vier Kinder, darunter die Sängerin Therese Nicolini (1759–nach 1799), die im Jahr 1777 in Graz den Schauspieler und Theaterdirektor Josef Bellomo (eigentlich Joseph, Edler von Zambiasi, 1754–1833) heiratete. Anna Nicolini, die für ihn als „Prima Donna“ arbeitete, die als die „Schöne Anna“ bekannt war und der er einen erheblichen Anteil des Erfolges verdankte, kehrte später nach Braunschweig Zurück, wo sie 1788 als Bettlerin gestorben sein soll. Die Theatermaler Amandus Andreides und Giovanni Battista Innocenzo Colombo waren für Nicolini in Braunschweig tätig.